# Cantonul Troyes-4
Cantonul Troyes-4 este un canton din arondismentul Troyes, departamentul Aube, regiunea Champagne-Ardenne, Franța.

## Comune
- Barberey-Saint-Sulpice
- La Chapelle-Saint-Luc (parțial)
- Le Pavillon-Sainte-Julie
- Payns
- Saint-Lyé
- Troyes (parțial, reședință)
- Villeloup